# Ion Flueraș

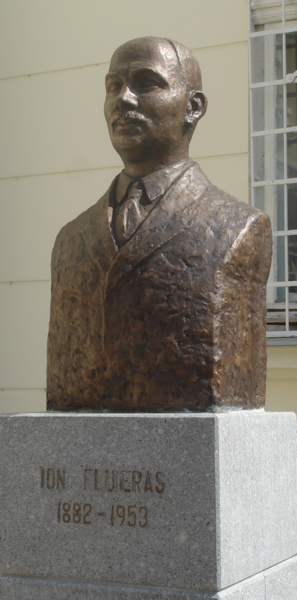
Bustul lui Ioan Flueraș, ridicat în Alba Iulia

Ion Flueraș (sau Ioan Flueraș, Ioan Fluieraș) (n. 2 noiembrie 1882, Chereluș, comitatul Arad – d. 7 iunie 1953, Gherla, Regiunea Cluj) a fost un om politic social-democrat și lider sindical român din Arad, de meserie rotar. 

## Biografie
Primii patru ani de școală i-a urmat la școala confesională română unită din Chereluș. Din lipsa mijloacelor materiale, părinții l-au dat ucenic la un meșter din Pâncota. În anul 1901 a absolvit examenul de calfă, fapt care i-a dat dreptul de a se angaja ca lucrător calificat.
A trăit între anii 1903-1918 la Budapesta. 

## Activitate politică
Între 1918 - 1920 a fost membru în Consiliul Dirigent al Transilvaniei și Banatului, în care a deținut portofoliul sănătății. A redactat ziarul Tribuna Socialistă. Neînțelegându-se cu socialiștii din Vechiul Regat, a preferat să candideze la alegerile din 1928 pe listele Partidului Național Țărănesc, fiind ales deputat din partea acestei formațiuni. A fost președinte al Confederației Generale a Muncii începând cu 1926 și până în 1938, când sindicatele au fost interzise în România.
A fost arestat de autoritățile comuniste în iunie 1948 și condamnat la 15 ani temniță grea pentru „crimă de înaltă trădare”. A fost omorât în închisoarea din Gherla în 1953 de către deținuții Constantin Juberian și Ștefan Rek. Primul a fost condamnat la moarte și executat în 1954, iar al doilea a fost condamnat la 12 ani de închisoare.
Unul din memorialiștii detenției de la Închisoarea Gherla, Timofei Mândru, a relatat circumstanțele morții lui Ion Flueraș: „Cei trei deținuți - Juberian, Rek și Henteș - în acea noapte de iunie 1953, în care le-a fost înmânat deținutul Ion Flueraș, în acea celulă de la parterul celularului C (mare), începând de pe la jumătatea nopții și până dimineața n-au făcut altceva decât să-l bată și să-l schingiuiască pe fostul lider al social-democrației din țara noastră. L-au bătut în fel și chip pe bietul Ion Flueraș, care avea vârsta de vreo 75 ani. L-au bătut peste întreg corpul cu pumnii, cu cozi de mătură, cu bocancii și cu un ciorap gros și lung umplut cu nisip”.